# Manoir de la Vermondie
Le manoir et la tour penchée de la Vermondie constituent un ensemble de bâtiments situés sur la commune de Thonac, en limite de la commune de Saint-Léon-sur-Vézère, dans le département français de la Dordogne en région Nouvelle-Aquitaine, à quelques kilomètres de la grotte de Lascaux. La tour est inscrite au titre des monuments historiques.

## Histoire
Édifié au sommet d'une colline à proximité de la Vézère, ce lieu est caractérisé par le fait que s'y trouvent, côte à côte, une tour gallo-romaine et un petit manoir dont l'origine est incertaine mais qui présente les traces de modifications structurelles importantes réalisées au cours des siècles, depuis le XIIe siècle - ou même avant - jusqu'à une époque récente.

À différentes périodes de son histoire, le manoir devait en fait être un véritable château plus important car la famille seigneuriale du lieu contrôlait un vaste territoire allant jusqu'aux terres de Fanlac où naquit Jacquou le Croquant, et comprenant le château d'Auberoche et le château du Sablou.
En août 2023, le manoir est frappé par la foudre qui embrase l'une des deux tours jumelles, occasionnant des dégâts sur environ 50 m2 de toiture.

## Description

### Le manoir et ses souterrains
Le manoir proprement dit présente la particularité qu'on y trouve dans son cellier, à mi-hauteur de la descente d'un puits circulaire, le départ d'un réseau de souterrains creusés en partie dans la roche. Malgré les éboulements qui les obturent totalement, on distingue clairement l'amorce de trois conduits partant en éventail. L'un d'eux se dirige visiblement vers la tour, les deux autres semblent orientés vers les champs alentour, peut-être pour servir de moyens d'évasion ou de contre-attaque dans le dos des assaillants en cas de siège du bâtiment principal.

En raison de l'origine gallo-romaine de la tour qui le côtoie, on peut penser que la bâtisse qui forme la partie la plus ancienne du manoir actuel a pu être, à l'origine, un petit fortin militaire gallo-romain édifié en même temps que la tour et qui aurait été démantelé et reconstruit différemment maintes fois au cours des âges, car un assez grand nombre des pierres qui le constituent semblent contemporaines de celles de la tour.
Cette hypothèse est confortée par la présence des souterrains[réf. nécessaire].

Au cours de son histoire aussi longue et riche que celle de la Dordogne, le site a pu aussi servir de chapelle ou de résidence à un ordre religieux, peut-être même aux templiers, car plusieurs encadrements de portes, y compris celui de la porte d'entrée principale, sont ornementés d'un blason sculpté dans la pierre et représentant un écu comportant une croix sur la partie gauche et une tour sur la partie droite.
On peut également supposer qu'en raison de sa grande visibilité grâce à la tour qui le domine, ce lieu aurait très bien pu être une halte notoire pour de nombreux pèlerins cheminant vers Saint-Jacques-de-Compostelle.[réf. nécessaire]

Blason de la Vermondie[réf. nécessaire]
Blason de Pouqueville La croix latine a été remplacée par la croix de Jérusalem à la suite de l'élévation de H-A Boulard de Pouqueville à la dignité de Chevalier de l'Ordre du Saint-Sépulcre[réf. nécessaire]

### La tour penchée
Il paraît vraisemblable que l'excavation des souterrains a pu provoquer une modification de l'assise de la tour et que, pour cette raison, celle-ci s'est mise à pencher.
Ainsi, elle est connue en tant que "tour penchée de la Vermondie" depuis des temps immémoriaux.
C'est une des nombreuses curiosités du Périgord et elle figure dans presque tous les guides touristiques sur la région. D'une hauteur de 20 mètres environ, avec à mi-hauteur une seule ouverture cintrée, elle offre un aspect assez imposant au visiteur qui la découvre soudainement dans un virage serré de la route départementale 45 qui longe le site.
L'architecture et l'emplacement de la tour indiquent clairement qu'il s'agit d'une tour de signalisation oculaire pratiquement identique à toutes celles que les romains édifiaient sur les hauteurs, de loin en loin, pour servir de relais de signalisation et d'observation pendant la conquête et l'occupation de la Gaule.

## Légende

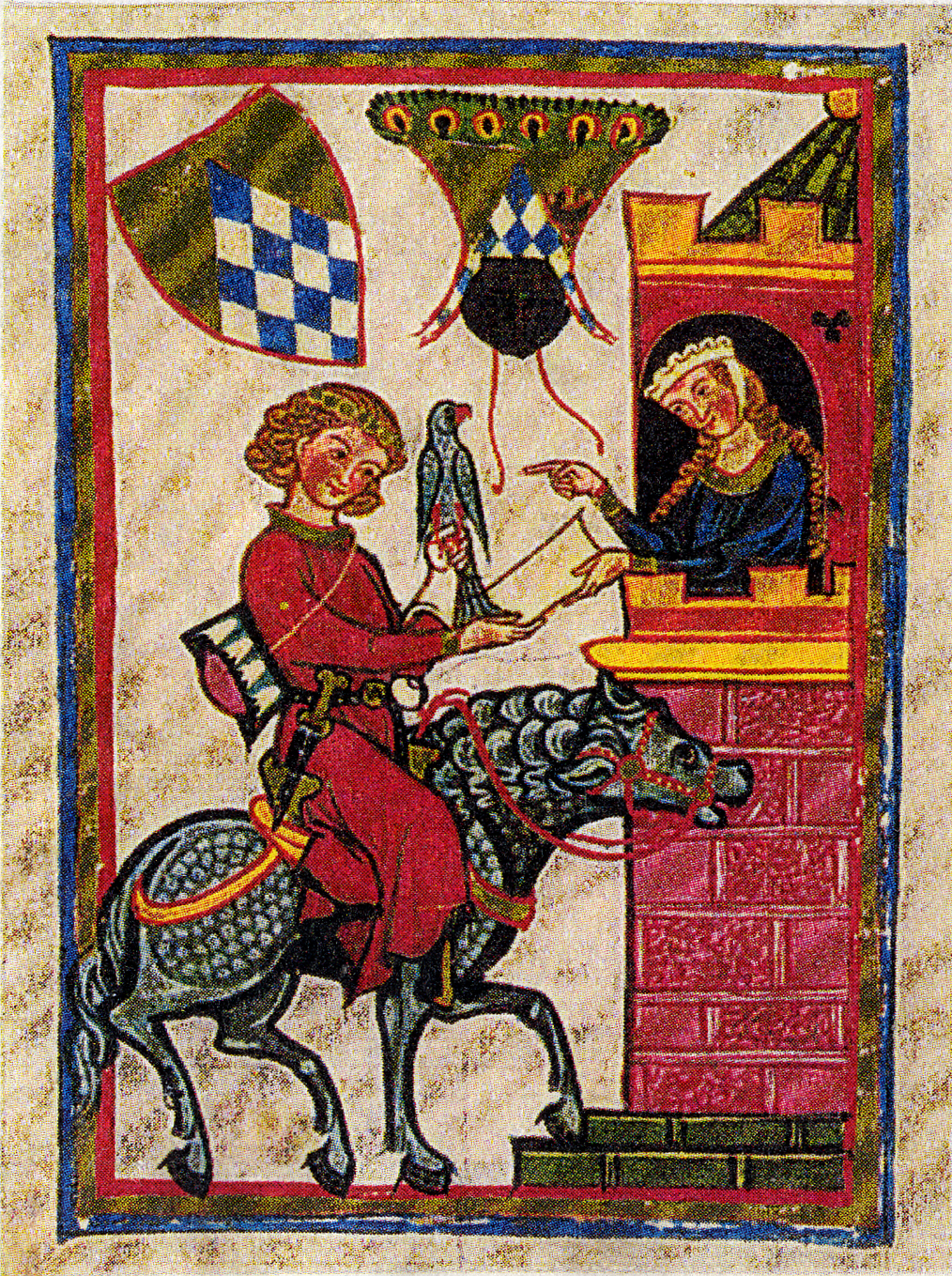
Imagerie du Moyen Âge (Codex Manesse)

La légende de la Vermondie dans l'imaginaire populaire a certainement été aiguisée par le phénomène que représente cette tour sans porte d'accès, n'ayant qu'une fenêtre et, qui plus est, penchée. Le visiteur se verra dire cette vieille légende périgordine qui circule depuis toujours : « Jadis, le seigneur du lieu prit ombrage de l'attirance avouée par sa fille pour un jeune et joli troubadour de passage, et il la fit enfermer dans la tour afin de la soustraire à la tentation. Dès lors, le troubadour venait chaque soir au pied de la tour pour donner l'aubade à la belle. Tant de soupirs furent échangés qu'avec le temps la tour elle-même en fut émue et doucement se pencha pour permettre aux amoureux de partager enfin le baiser des épousailles... »